# Кончкаті (Ланчхутский муниципалитет)
Кончкаті (груз. კონჭკათი) — село в Грузії.
За даними перепису населення 2014 року в селі проживає 261 особа.